# Луї Пріма
Луї Прима (англ. Louis Prima; 7 грудня 1911 (за іншими даними, 1910), Новий Орлеан — 24 серпня 1978, Новий Орлеан) — американський музикант, що зробив величезний вплив на світову популярну музику, трубач, вокаліст, керівник оркестру, композитор.

## Дискографія
- Breaking It Up! (1953)
- The Wildest! (1957)
- The Call of the Wildest (1957)
- The Wildest Show at Tahoe (1958)
- Las Vegas Prima Style (1958)
- Hey Boy! Hey Girl! (1959)
- Louis Prima (1959)
- Strictly Prima (1959)
- Louis and Keely! (1960)
- Wonderland by Night (1960)
- Doin' the Twist (1961)
- The Wildest Comes Home (1962)
- Let's Fly with Mary Poppins (1965)

### ЗКілі Сміт
- 1958: Breaking It Up! (Columbia)
- 1958: Louis Prima & Keely Smith on Broadway (Coronet)
- 1959: Louis and Keely! (Dot)
- 1960: Together (Dot)
- 1961: Return of the Wildest! (Dot)

## Фільмографія
1. 1937: Карусель Мангеттен / Manhattan Merry-Go-Round — керівник музикальної групи
2. 1967: Книга джунглів / The Jungle Book — Король Луї